# Schlacht bei Solicinium
Mediolanum – Augusta Vindelicorum – Lacus Benacus – Placentia – Fano – Pavia – Langres – Vindonissa – Autun – Reims – Brumath – Senonae – Argentoratum – Solicinium – Argentovaria
Die Schlacht von Solicinium wurde im Jahre 368 zwischen Alamannen und dem römischen Reich unter Kaiser Valentinian I. ausgetragen, nachdem die Alamannen im Jahr zuvor Mogontiacum erobert hatten. Valentinian I. konnte nur unter großen Verlusten die Schlacht gewinnen.
Über die Schlacht ist wenig bekannt. Der römische Geschichtsschreiber Ammianus Marcellinus berichtet von einer konzertierten Offensive verschiedener Stämme. Mit dieser Schlacht endete diese letzte Offensive, die die Feinde Roms über den germanischen Limes brachte. Zur Schlacht gestellt zogen sich die Alamannen auf einen Berg zurück.
Bei der Schlacht geriet die Alemannin Bissula in römische Kriegsgefangenschaft.

## Ort
Der genaue Ort der Schlacht ist Gegenstand der historischen Forschung. Archäologische Belege sind bisher nicht gefunden worden. Als mögliche Orte werden genannt:
- Sulz am Neckar[4]
- Sülchen bei Rottenburg[5][6]
- der Schweinsberg bei Heilbronn[7]
- Heidelberg
- Schwetzingen[8]
- der hessische Glauberg[9]
- der Tübinger Spitzberg
- Beuren bei Hechingen[10][11]: Archäologische Indizien sprechen für ein Schlachtfeld im Bereich der Beurener Heide und des oberhalb liegenden Heufeldes bei Burladingen-Ringingen und Salmendingen. Dort wurde in einem Acker ein massiver goldener Siegelring mit dem Abbild Konstantins des Großen gefunden. Das Fundstück scheint ein Erbstück zu sein und könnte möglicherweise aus dem kaiserlichen Umfeld von Valentian I. stammen. Ebenso wurde auf dem Heufeld ein goldener Adler mit ausgebreiteten Flügeln entdeckt, möglicherweise Teil eines Legionsadlers. Der Fund ist vom Finder eingeschmolzen worden.[12]